# Casa Rocca Piccola
Casa Rocca Piccola – pałac w Valletcie na Malcie, dom rodziny arystokratycznej de Piro.

Pierwotnie zbudowany w XVI wieku dla Don Pietro La Rocca, rycerza Zakonu Maltańskiego, dziś jest własnością rodziny markiza de Piro. Casa Rocca Piccola zawiera ponad 50 pokoi, z których większość jest otwarta do zwiedzania. Do zwiedzania jest m.in. dwanaście pałacowych pokoi, w tym dwa pokoje dzienne (ang. Dining Rooms), z czego jeden jest na lato a drugi na zimę. 

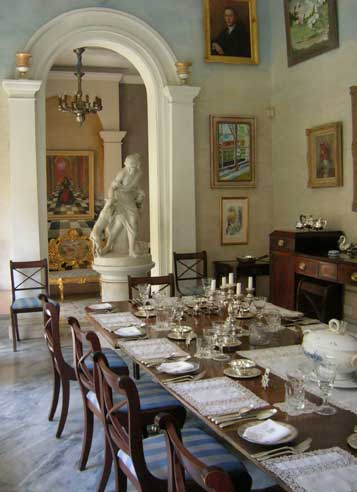
Jadalnia w pałacu

Można zwiedzać także sypialnię z baldachimem, prywatną kaplicę i sieć podziemnych korytarzy oraz tuneli wyciętych w skale. Jeden z tuneli prowadzi do jaskini, która została użyta podczas II Wojny Światowej jako schronienie dla ponad 100 osób w czasie bombardowania, natomiast drugi tunel prowadzi do pokoju używanego jako prywatne schronienie dla rodziny. Z tyłu budynku jest ogród otoczony murem, w którym rosną drzewa pomarańczy.